# James Newman (chanteur)
Pour les articles homonymes, voir James Newman.
James Newman (né le 19 octobre 1985 à Settle, en Angleterre) est un chanteur anglais. Il devait représenter le Royaume-Uni au Concours Eurovision de la chanson 2020 à Rotterdam, aux Pays-Bas, avec la chanson My Last Breath avant son annulation.
Il a été annoncé le 19 février 2021 que James Newman allait représenter le Royaume-Uni au Concours Eurovision de la chanson 2021. En tant que l'un des cinq grands pays de la compétition, le Royaume-Uni se qualifie directement pour la finale le samedi 22 mai 2021. La chanson Embers est sortie le 11 mars 2021.

## Discographie

### Singles

#### Artiste principal
| If You're Not Going to Love Me (vs DC Breaks)                          | 2016 | —  | —  | Single hors-album |
| My Last Breath                                                         | 2020 | 23 | 23 | The Things We Do  |
| Enough                                                                 | 2020 | —  | —  | The Things We Do  |
| Better Man                                                             | 2020 | —  | —  | The Things We Do  |
| Alone                                                                  | 2020 | —  | —  | The Things We Do  |
| Embers                                                                 | 2021 | 43 | —  | Single hors-album |
| "—" indique un titre qui n'a pas été classé ou qui n'a pas été publié. |      |    |    |                   |

#### Collaborations
| Coming Home (Arno Cost avec James Newman)                                           | 2015 | —              | — | —  | —  | Single hors-album |
| Daylight to Midnight (Night Safari avec James Newman)                               | 2015 | —              | — | —  | —  | Single hors-album |
| Head Up (Don Diablo avec James Newman)                                              | 2018 | —              | — | —  | —  | Future            |
| Therapy (Armin van Buuren avec James Newman)                                        | 2018 | 37* (Ultratip) | 4 | 26 | 15 | Balance           |
| Lights Go Down (Matoma avec James Newman)                                           | 2018 | —              | — | —  | —  | One in a Million  |
| High on Your Love (Armin van Buuren avec James Newman)                              | 2019 | —              | — | —  | —  | Balance           |
| Slow Lane (Armin van Buuren avec James Newman)                                      | 2020 | —              | — | —  | —  | Euthymia          |
| "—" indique un enregistrement qui n'a pas été enregistré ou qui n'a pas été publié. |      |                |   |    |    |                   |

*N'apparaissait pas dans les hit-parades belges officiels d'Ultratop 50, mais plutôt dans les bulles sous les hit-parades d'Ultratip.